# Venga conmigo
Venga conmigo fue un programa de televisión de variedades chileno transmitido por Canal 13 y conducido por José Alfredo Fuentes desde el 16 de mayo de 1993 hasta el 6 de febrero de 2003. Se emitía los domingos a las 18:30 o 19:00, pero también los jueves a las 22:00 durante la temporada «primavera-verano».

## Historia
El origen del programa, se encuentra en el programa juvenil Luz Verde, conducido por la cantante Andrea Tessa y emitido por Canal 13 entre agosto y diciembre de 1992, el cual no obtuvo un buen resultado en audiencia. Para 1993, el canal le solicitó al equipo un giro en el programa, más de corte familiar. Tessa rechazó el cambio. Paralelamente, José Alfredo Fuentes, quien llevaba nueve temporadas con Éxito al mediodía, desde 1990 manifestaba su deseo de hacer un programa familiar en día domingo por la tarde. Junto con Alfredo Lamadrid, presentaron un proyecto a la productora Estudios Catedral, el cual no fue aceptado, lo cual, en noviembre de 1992 gatilló la renuncia de Fuentes al programa de mediodía.
Eduardo Domínguez Vial, entonces director de Sábado Gigante Internacional en Chile, se había quedado sin programa, dado que el espacio se haría desde 1993 íntegro en Miami para la cadena estadounidense Univision. Tessa llamó a Fuentes diciéndole que «acabo de rechazar un programa que es ideal para ti». Es ahí cuando Fuentes se reunió con Domínguez, y empezaron con el equipo a conformar lo que sería Venga Conmigo. El programa inicio sus emisiones el 16 de mayo de 1993 y con el paso de las semanas, se consolidó como el líder de su horario y en uno de los programas más importantes de la televisión chilena, siendo vitrina para consagradas y nuevas figuras.
Luego de una baja de la audiencia, la crisis económica que atravesaba Canal 13 y buscando nuevos aires, el Pollo Fuentes anunció su salida del canal, teniendo su último programa el 6 de febrero de 2003. A pesar de buscar un reemplazo, Canal 13 decidió no continuar con el programa. Fuentes fue contratado por Mega para iniciar en marzo de ese año  un programa muy similar titulado Siempre contigo, que acabó en febrero de 2005. Posteriormente realizó un programa de conversación llamado Entre Nos junto a la argentina Ana Sol Romero que duró hasta finales de ese año, y entre noviembre de 2015 y marzo de 2016 en La Red, con el programa Hoy y Siempre Contigo.

## Secciones y personajes
- Generación 2000 (1993-2002): Originalmente un concurso semanal de talento musical que derivó en 1994 a un grupo de baile juvenil que coreografiaba las canciones de moda, muy popular en la década de los 90 en donde salieron figuras importantes como Marcela Leighton "Coty" (la integrante más emblemática del segmento), Carolina Oliva, María Isabel Indo "Chabe", Douglas, Francesca Cigna, Christian Ocaranza y Yamna Lobos. Contó con la presentación de Cristián de la Fuente (1995-1998), Rodrigo Rochet (1999-2000) y Pedro Lladser (2000-2002).
- La Vicky y la Gaby (1993-1995): Sketch de dos amigas de la alta sociedad; Vicky (Gloria Münchmeyer) y Gaby (Rebeca Ghigliotto). Aparecieron originalmente en el programa humorístico Mediomundo. Este espacio entró en receso en las giras de verano de 1994 y 1995.
- La Huella del Delito (1993-1998): Conversación sobre casos policiales, presentado por el ex Subcomisario de Investigaciones José Miguel Vallejo Knockaert (conocido popularmente como el Inspector Vallejo).
- Corazones Service (1994-1998): Clinton (Fernando Larraín) y Reagan (Felipe Izquierdo) hacían las veces de "cupidos motorizados". También aparecieron originalmente en Mediomundo.
- Pareja Dispareja (1995-1999): Sketch de una pareja (Cristián García-Huidobro y Esperanza Silva) con una relación no tan buena.
- Mi Tío y Yo (1996-2002): Sketch que mostraba las desventuras de Domingo (Fernando Kliche), un mujeriego empedernido que vivía con su sobrino Gaspar (Cristián de la Fuente). Posteriormente, Kliche fue reemplazado por Gonzalo Robles como Robinson, acompañado de Tatiana Molina como Rossy. De la Fuente participó en el sketch hasta el verano de 1999. Esta sección continuó en Siempre contigo. Como curiosidad, el sketch también se llamaba Mi Tío y Yo & Voy a Ser Papá.
- La Elvira (1996-1998): Una sirvienta abnegada (Felipe Izquierdo), que vivía con su esposo Esteban (Fernando Larraín).
- El Cochiguaz (1997-1998, 2002): Un mozo (Claudio Valenzuela) con conductas amaneradas.
- CNN (1998-1999): Noticiero de Carlitos Núñez Núñez (Claudio Moreno), cuyas iniciales parodian al canal de noticias CNN. Su principal característica era la dificultad con que pronunciaba algunas palabras, sobre todo las de ciudades del extranjero.
- El Malo (1998-2000): Personaje de Daniel Muñoz, que representaba al típico "pato malo" callejero, donde hacía chistes alardeando de su crueldad e irreverencia.
- El Carmelo (1999-2002): Personaje de Daniel Muñoz que representaba a un vendedor de diario proveniente del campo.
- Peter Veneno Valdés (1999-2001): Parodia del futbolista chileno Iván Zamorano, interpretado por el actor Daniel Alcaíno, cuyas frases eran La fama es emífera, no? (sic) y En dos palabras, im-presionante, no? (sic).
- La Cocina de Anita María Santa María (2002): Una dueña de casa de clase alta que no sabe mucho de cocina, interpretada por la comediante Carolina Sotomayor.

Otra de las características del programa eran los emotivos reencuentros entre familiares que se hacían en pantalla, invitados y las actuaciones en vivo de numerosos artistas musicales.
Pese a que el programa durante la mayor parte del año se realizaba desde los estudios del canal en Santiago, esto variaba durante los meses de enero y febrero, debido a que Venga Conmigo acostumbraba durante los veranos a realizar giras a lo largo del país, transmitiéndose en vivo desde diversas ciudades (Arica y Viña del Mar, entre otras). Además, el espacio se llegó a transmitir desde distintos sectores de Santiago como el Teatro Monumental (actual Caupolicán) entre junio y noviembre de 1999 y el Gimnasio Municipal de Cerrillos.
Entre septiembre y octubre de 2002, José Alfredo Fuentes estuvo internado de urgencia en la Clínica Las Condes por un paro cardíaco que fue operado,durante un mes y medio estuvo fuera del programa y su reemplazante para la conducción del programa fue el fallecido locutor y animador chileno Julio Videla.

## Artistas musicales
Entre los cantantes, artistas y grupos musicales que pasaron por el programa estuvieron:[cita requerida]
- Alanis Morrisette[9]
- Alberto Israel
- Alberto Plaza
- M2M
- Alejandra Guzmán
- Alejandro Fernández
- Alejandro Sanz
- Aleste
- Antonio Ríos
- Alexandra
- Ana Cirré
- Andrea Labarca
- Andrea Tessa
- Andrés Calamaro
- Andrés de León
- Ariztía
- Armando Manzanero
- Buddy Richard
- Cachureos
- Caetano Veloso
- Café Quijano
- Camilo Sesto
- César Isella
- Constanza Santa María
- Chayanne
- Charly García
- Chico Buarque
- Christina Aguilera
- Corona
- Cristian Castro
- D'talle
- Don Francisco
- Douglas
- Dyango
- Elías Figueroa
- Eliseo Salazar
- Enrique Iglesias
- Fabiana Cantilo
- Fey
- Fito Páez
- Florcita Motuda
- Franco Simone
- Garibaldi
- Gary Barlow
- Gustavo Cerati[10]
- Héctor Velis-Meza
- Héroes del Silencio
- Illapu
- Ismael Serrano
- Javier Miranda
- Javiera Parra y Los Impoibles
- Jon Secada
- Jorge González
- La Ley
- La Sociedad
- La Toya Jackson
- Leo Dan
- Los Calzones Rotos
- Los Ex
- Los Huasos Quincheros
- Los Rodríguez
- Los Tetas
- Los Tres
- Luis Alberto Spinetta
- Marcos Llunas
- María José Nieto
- Marilina Ross
- Marta Sánchez
- Mercedes Sosa
- Myriam Hernández
- Miguel Piñera
- Natalia Oreiro
- Nicola Di Bari
- Nicole
- Nydia Caro
- Pablo Herrera
- Pablo Ruiz
- Palito Ortega
- Paolo Meneguzzi
- Paralamas
- Patricia Manterola
- Paulina Rubio
- Pedro Fernández
- Pedro Suárez-Vértiz
- Pelé
- Piero
- Pilar Montenegro
- Ráfaga
- Ricardo Arjona
- Ricky Martin
- Rocío Dúrcal
- Roland Orzabal
- Sandy y Papo
- Shakira[11]
- Sheryl Crow
- Soda Stereo
- Só Pra Contrariar
- Soraya
- Stereo 3
- Toquinho
- Toto
- Valeria Lynch
- Vengaboys[12]
- Verónica Castro
- Víctor Heredia
- Willy Sabor
- Yaco Monti
- Zalo Reyes
- Zimbabwe